# Ageo Medics
Maillots
Ageo Medics est un club japonais de volley-ball fondé en 2001 et basé à Ageo, évoluant pour la saison 2017-2018 en V Première Ligue.

## Palmarès
- V.Challenge Ligue
  - Vainqueur : 2011, 2013[2].
  - Finaliste : 2010, 2012[2].

## Résultats en Ligue
| Ligue               | Ligue        | Position  | Équipes | Matchs | Gagné | Perdu |
| ------------------- | ------------ | --------- | ------- | ------ | ----- | ----- |
| V1. Ligue           | 6e (2003–04) | 6e        | 7       | 12     | 2     | 10    |
| V1. Ligue           | 7e (2004–05) | 5e        | 8       | 14     | 8     | 6     |
| V1. Ligue           | 8e (2005–06) | 8e        | 8       | 14     | 2     | 12    |
| V・Challenge        | 2006-07      | 3e        | 8       | 14     | 9     | 5     |
| V・Challenge        | 2007-08      | 3e        | 8       | 14     | 10    | 4     |
| V・Challenge        | 2008-09      | 3e        | 10      | 18     | 14    | 4     |
| V・Challenge        | 2009-10      | Finaliste | 12      | 16     | 12    | 4     |
| V・Challenge        | 2010-11      | Champion  | 12      | 20     | 19    | 1     |
| V・Challenge        | 2011-12      | Finaliste | 12      | 22     | 20    | 2     |
| V・Challenge        | 2012-13      | Champion  | 10      | 18     | 17    | 1     |
| V・Challenge        | 2013-14      | Finaliste | 10      | 18     | 17    | 1     |
| V・Première         | 2014-15      | 3e        | 8       | 21     | 12    | 9     |
| V・Première         | 2015-16      | 8e        | 8       | 21     | 6     | 15    |
| V・Challenge 1      | 2016-17      | Finaliste | 8       | 21     | 20    | 1     |
| V・Première         | 2017-18      | 7e        | 8       | 21     | 7     | 14    |
| V・Ligue Division 1 | 2018–19      | 7e        | 11      | 20     | 11    | 9     |
| V・Ligue Division 1 | 2019-20      | 3e        | 12      | 21     | 13    | 8     |

## Effectifs

### Saison 2020-2021
| No                                  | Nom                                 | Date de naissance                   | Taille                         | Poids                          | Poste                          |
| ----------------------------------- | ----------------------------------- | ----------------------------------- | ------------------------------ | ------------------------------ | ------------------------------ |
| 2                                   | Koyomi Tominaga                     | 1er mai 1989                        | 175                            | 67                             | Passeuse                       |
| 3                                   | Alyja Daphne Santiago               | 20 janvier 1996                     | 195                            | 69                             | Centrale                       |
| 4                                   | Miyuki Horie                        | 12 octobre 1998                     | 173                            | 62                             | Réceptionneuse-attaquante      |
| 5                                   | Nonoka Yamazaki                     | 9 septembre 1998                    | 174                            | 60                             | Passeuse                       |
| 6                                   | Shuri Yamaguchi                     | 2 septembre 1998                    | 176                            | 69                             | Centrale                       |
| 7                                   | Akane Yamagishi                     | 8 janvier 1991                      | 164                            | 55                             | Libero                         |
| 8                                   | Yuuri Yoshino                       | 16 décembre 1999                    | 175                            | 63                             | Réceptionneuse-attaquante      |
| 9                                   | Mami Uchiseto                       | 25 octobre 1991                     | 170                            | 69                             | Réceptionneuse-attaquante      |
| 10                                  | Yūka Satō                           | 24 janvier 1994                     | 173                            | 63                             | Réceptionneuse-attaquante      |
| 11                                  | Kyōko Aoyagi                        | 16 décembre 1991                    | 180                            | 67                             | Centrale                       |
| 12                                  | Miku Iwasawa                        | 13 octobre 1999                     | 160                            | 55                             | Libero                         |
| 13                                  | Hazuki Nakamoto                     | 26 août 1995                        | 177                            | 70                             | Centrale                       |
| 14                                  | Mako Shina                          | 6 août 1999                         | 178                            | 65                             | Centrale                       |
| 16                                  | Miku Sasaki                         | 25 mai 1999                         | 173                            | 64                             | Réceptionneuse-attaquante      |
| 18                                  | Hirona Gonda                        | 11 janvier 2001                     | 186                            | 74                             | Centrale                       |
| 19                                  | Momoko Niida                        | 1er août 2000                       | 176                            | 59                             | Réceptionneuse-attaquante      |
| 20                                  | Hiromi Tagawa                       | 8 septembre 1995                    | 159                            | 57                             | Passeuse                       |
| 23                                  | Risa Omuro                          | 4 novembre 1995                     | 156                            | 54                             | Libero                         |
|                                     |                                     |                                     |                                |                                |                                |
| Encadrement technique               | Encadrement technique               |                                     | Légende                        | Légende                        | Légende                        |
| Entraîneur : Antônio Marcos Lerbach | Entraîneur : Antônio Marcos Lerbach | Entraîneur : Antônio Marcos Lerbach | : Capitaine                    | : Capitaine                    | : Capitaine                    |
| Entraîneur(s) adjoint(s) :          | Entraîneur(s) adjoint(s) :          | Entraîneur(s) adjoint(s) :          | : Joueuse blessée actuellement | : Joueuse blessée actuellement | : Joueuse blessée actuellement |